# Parafia św. Mikołaja w Grodzisku

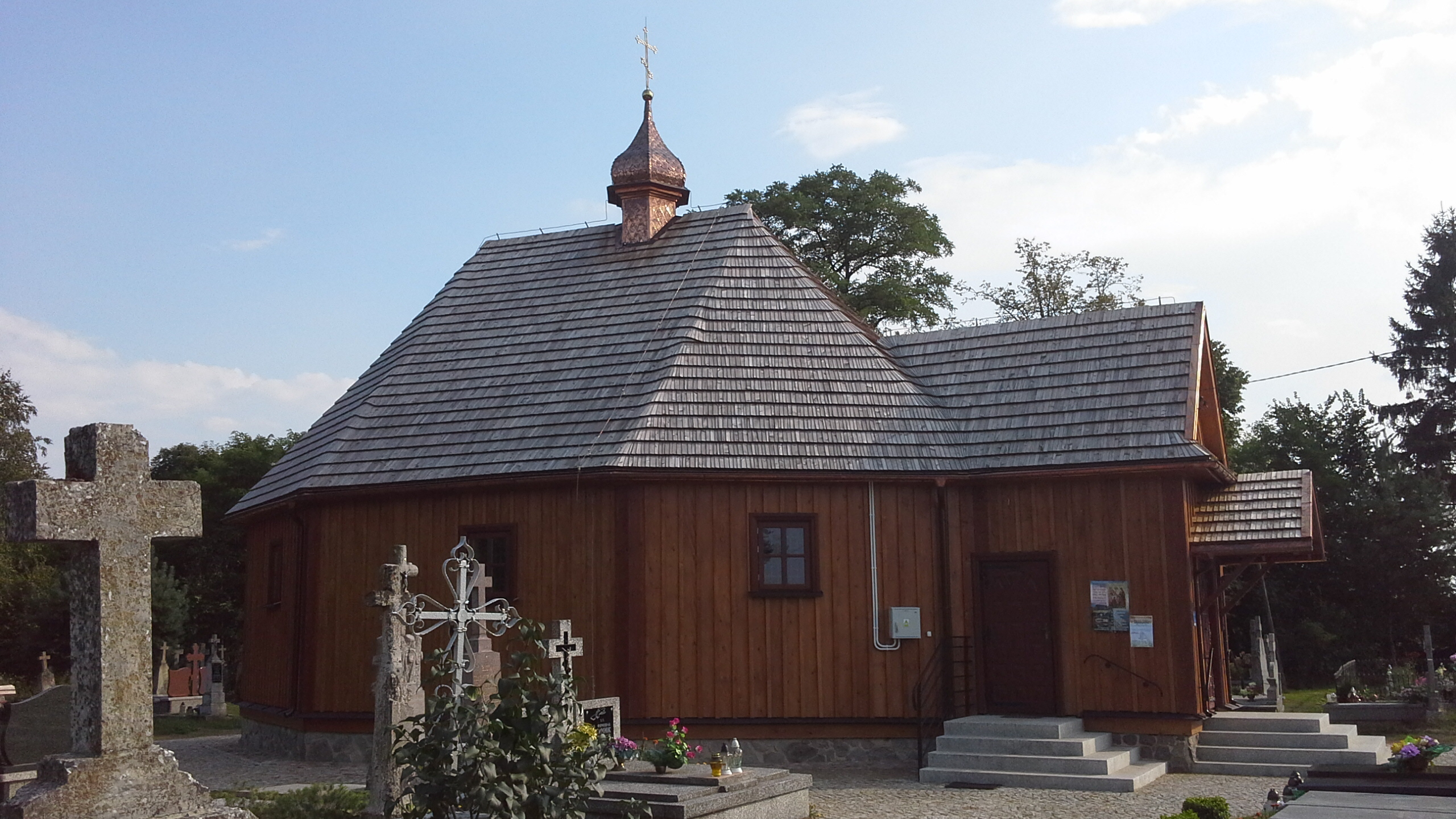
Filialna cerkiew i cmentarz w Czarnej Wielkiej

Parafia św. Mikołaja – parafia prawosławna w Grodzisku, w dekanacie Siemiatycze diecezji warszawsko-bielskiej.
Na terenie parafii funkcjonują 2 cerkwie: 
- cerkiew św. Mikołaja w Grodzisku – parafialna
- cerkiew Kazańskiej Ikony Matki Bożej w Czarnej Wielkiej – cmentarna

## Historia
Pierwsza drewniana cerkiew w Grodzisku (pod wezwaniem Narodzenia Przenajświętszej Bogurodzicy) istniała już przed 1604. Kolejną świątynię (również z drewna) zbudowano i uposażono w 1709 z inicjatywy starosty drohickiego Marka Antoniego Butlera. W notatkach z wizytacji parafii z 1726 czytamy: „...cerkiew drewniana ieszcze nowa z Dachem Nowym gontowym... Cmętarz Lada iaki y niecały ogrodzony Dzwonnica osobno od Cerkwie na słupach wiązana... Ołtarzow bokowych dwa snicerskich sobie podobnych... Oba na gradusach ieden Narodzenia Nayświętszey Panny, drugi S. Mikołaja... Drzwi Carskie stolarskie Ubogie Ołtarz wielki podmurowany... Item obraz powazny bolesney Naysw. Matki Jeszcze sie znayduie obrazów mniejszych z Moskiewskiemi Osim. Odnośnie funduszu ziemskiego cerkiew posiadała grunta... Włok dwie we trzech polach nie wiednym miejscu leżących o miedze roznych Ludzi w Funduszu dostatecznie opisane... Natomiast parafię tworzyły: wieś Grodzisk Butlerski, Makarki, Drochlin, Szmarklice, Sypnie, Czachy.”. W drugiej połowie XVIII w. cerkiew była już w złym stanie. W zapiskach z wizytacji w 1757 znajdujemy informację: „sama cerkiew drewniana pod kupuła iedną z krzyżem zelaznym gontami mizernie okryta opadło...”. W XVIII w. w Grodzisku istniała też cerkiew pod wezwaniem św. Mikołaja, o której czytamy w sprawozdaniu z kolejnej wizytacji generalnej (1789): „...w Miasteczku Grodzisk Na Znanym Sytuowana in suo esse ace devre zostaiąca, na krzyż stawiona z drzewa rzniętego – już stara.”. W 1784 parafia (wówczas unicka) w Grodzisku liczyła 694 wiernych i obejmowała Grodzisk, Drochlin, Makarki, Smarklice i Sypnie.
Po likwidacji unii na Białostocczyźnie (1839) i przyłączeniu parafii do Rosyjskiego Kościoła Prawosławnego liczba wiernych zaczęła wzrastać i w 1857 wynosiła 742 osoby. W należącej do parafii wsi Czarna Wielka z inicjatywy Franciszka Kudry wzniesiono w latach 1868–1869 drewnianą cerkiew cmentarną pod wezwaniem Kazańskiej Ikony Matki Bożej (konsekrowaną 2 lutego 1869). W następnym roku obok cerkwi cmentarnej zbudowano drewnianą wolnostojącą dzwonnicę. Na przełomie lat 80. i 90. XIX w. w pobliżu drewnianej cerkwi Narodzenia Bogurodzicy, po drugiej stronie drogi wzniesiono murowaną cerkiew, którą 22 października 1891 konsekrowano pod wezwaniem św. Mikołaja. Świątynia zyskała bogate wyposażenie. Wokół cerkwi wzniesiono ceglany mur.
Na początku XX w. liczba parafian wzrosła do około 1300. Wierni zamieszkiwali Grodzisk, Czarną Wielką, Drochlin, Jaszczołty, Krynki, Makarki, Mierzynówkę, Miodusy, Niewiarowo, Pobikry i Sypnie. Działalność parafii przerwała I wojna światowa i udanie się większości ludności prawosławnej na bieżeństwo (1915).
Po odzyskaniu niepodległości przez Polskę władze nie zgodziły się na reaktywację parafii prawosławnej w Grodzisku. Cerkiew św. Mikołaja stała się świątynią filialną parafii w Czarnej Cerkiewnej. W drewnianej cerkwi Narodzenia Bogurodzicy urządzono kościół rzymskokatolicki. Parafia prawosławna w Grodzisku odzyskała samodzielność dopiero w 1940.
W latach 50. XX w. parafia nabyła od osoby prywatnej posesję, na której wzniesiono budynki parafialne i gospodarcze. W 1960 wyremontowano cerkiew cmentarną w Czarnej Wielkiej. Większość dawnych gruntów parafialnych przejął w 1967 Skarb Państwa. W latach 70. XX w. dokonano zewnętrznego remontu cerkwi św. Mikołaja (wymiana pokrycia dachu, odnowienie elewacji). W 1982 odnowiono cerkiew cmentarną z zewnątrz, a w 1997 – jej wnętrze. Na początku XXI w. dokonano generalnego remontu wnętrza świątyni parafialnej, powtórnie odnowiono jej elewację oraz naprawiono ogrodzenie.
Obecnie (XXI w.) do parafii należą wsie: Grodzisk, Czarna Wielka, Drochlin, Krynki-Sobole, Makarki, Mierzynówka, Sypnie Nowe i Pobikry. Parafia posiada dwa cmentarze: w Grodzisku i Czarnej Wielkiej.

## Święta parafialne
Grodzisk
- 22 maja (według starego stylu 9 maja) – uroczystość Przeniesienia Relikwii św. Mikołaja;
- 21 września (według starego stylu 8 września) – uroczystość Narodzenia Przenajświętszej Bogurodzicy Maryi;
- 19 grudnia (według starego stylu 6 grudnia) – uroczystość św. Mikołaja.

Czarna Wielka
- 7 sierpnia (według starego stylu 25 lipca) – uroczystość św. Anny;
- 4 listopada (według starego stylu 22 października) – uroczystość Kazańskiej Ikony Matki Bożej.

## Wykaz proboszczów
Okres carski
- lata 50. XIX w. – ks. Bazyli Proniewski
- ?–1901 – ks. Sergiusz Towarow
- 1901–? – ks. Jan Samojłow

Po reaktywacji parafii
- 1940–1942 – ks. Józef Zubowicz
- 21.02.1942 – 13.07.1954 – ks. Jan Bortniczuk
- 1954–1962 – ks. Mikołaj Gołowczyński
- 1962–1971 – ks. Leonidas Czystowski
- 1972–1991 – ks. Mikołaj Dejneko
- – ks. Mirosław Oreszuk
- 1994–1996 – ks. Bazyli Litwiniuk
- 1996–2017 – ks. Mirosław Mołotowicz[1]
- od 2017 – ks. Marcin Chiliński[1]